# لویی پوتو
لویی پوتو (فرانسوی: Louis Potheau‎; ۱۴ اوت ۱۸۷۰ – ۱۸ فوریهٔ ۱۹۵۵) قایقران قایق بادبانی اهل فرانسه بود.